# 平野聰子
平野聰子（1993年9月17日—），是日本藝人、寫真偶像，出身自福岡縣，隸屬マーブル事務所，活躍於日本彈珠機情報雜誌「Sanspo Idol Reporter」（簡稱S.I.R.）的活動，是該活動的第二期成員。

## 經歷
會說博多腔和拉小提琴，興趣是俄羅斯方塊、烹飪和卡拉OK，喜歡吃奶油和焦糖爆米花，喜愛顏色是綠色，因此綠色成為了平野聰子在S.I.R.的代表顏色。小時候曾經擔任童星，2011年5月正式出道，成為水著女優。2012年10月成為彈珠機情報雜誌報道員「Sanspo Idol Reporter」第二期候補生，於2013年1月正式加入S.I.R.。

## 演出紀錄

### 電視劇
- 《美少女時計》（2010年9月，エンタ!371）
- 《サーチワングランプリ》（2012年2月起，エンタ!371）
- 《アイドルの穴～日テレジェニックを探せ!～》（2012年4月～6月，日本電視台）
- 《トップアイドル育成バラエティD☆D》（埼玉電視台、千葉電視台、神奈川電視台）

### DVD
- 《ぴゅあはいすくーる 平野聡子》（2011年5月27日）
- 《また会えたね！！》（2012年4月20日）
- 《SILKY 18》（2012年12月7日）

### 雜誌
- 《週刊Playboy》（2012年9月24日號，集英社）

### 舞台表演
粗體字為主演作品
- 《オサエロ》（2011年12月14日～12月18日)
- 《Short Sweet Story ～夏休み編～『やきそば』》（2012年8月30日～9月2日）
- 劇團「Winday's」的首度公演《here goes nothing ～やらなきゃ始まらねぇ～》（2012年10月16日～10月21日）
- 《Short Sweet Story ～芸術の秋編～『13月のパレット』》（2012年11月15日～11月18日）
- 《PRIDE》（2012年12月5日～12月10日）

### MV
- ヒサノ（日本創作歌手）作品《雪のコスモクロック》

### 網絡節目
- 《プリンセスコレクション》（Princess Collection）
- 《イワタブログ》

## 外部連結
- （日語）平野聰子官方Twitter （页面存档备份，存于）
- （日語）平野聰子所屬的マーブル事務所
- （日語）SIR-サンスポアイドルリポーター第二期候補生 （页面存档备份，存于）
- （日語）「PRIDE」